# Садиба Меліхово
Садиба Меліхово (рос. Усадьба Мелихово) — колишній маєток письменника Антона Павловича Чехова, розташований у селі Меліхово Чеховського району Московської області. Відновлений із руїн та перетворений на Державний літературно-меморіальний музей-заповідник Чехова.

## Дорадянський період. Придбання садиби і історія
Ще під час перебування в Харківській губернії Чехов замислив придбати хутір. У нього погіршувався стан здоров'я через туберкульоз і він волів перебратися в село для оздоровлення. До реалізації нового задуму активний Антон Павлович залучив всю родину. Всі вони та деякі знайомі були в пошуках жаданої місцини майже весь 1891 рік. Антон Павлович важко заробив необхідні гроші, про що вже літньою жінкою згадувала Тетяна Щепкіна-Куперник, перекладач-поет і акторка, приятелька родини Чехових, свідок молодих років письменника.
Меліхово було невеличким сільцем Серпуховського повіту Московської губернії. Поряд йшов Каширський тракт, яким гнали худобу. Шлях був вкрай поганий, що ставав непроїжджим під час злив та навесні і восени. Сам Антон Павлович в Меліхово до цього — жодного разу не був і садиби не бачив. Хтось побачив оголошення в газеті, туди їздили сестра та брат письменника. В березні 1892 року купчу затвердив нотаріус і навесні того ж року в Меліхово перебралась вся родина.
Садиба належала Миколаю Сорохтіну. Будинок вибудували ще 1840 року в стилі пізнього класицизму, і Сорохтін зробив спробу перебудувати та декорувати його в стилістиці сецесії. У Сорохтіна склались погані стосунки із тамтешніми мешканцями, від яких він намагався усіма засобами відгородитися навіть парканами.
Тодішню садибу в Меліхово важко було назвати привабливою чи то за розташуванням, чи то за господарськими ознаками. Землі не відрізнялись родючістю. Придбання сталося дещо поспіхом, майже випадково. Сам Чехов з гумором і смутком писав: «…Станція Лопасня, Московсько-Курської. Це нова адреса. А ось вам подробиці. Не було клопоту, так купила баба порося. Купили і ми порося — великий громіздкий маєток … 213 десятин на двох дільницях. Черезсмужжя. Більше ста десятин лісу, який через 20 років буде схожим на ліс, тепер же являє собою чагарник… Вся садиба відокремлена від світу дерев'яною огорожею на манер палісадника. Двір, сад, парк і тік також відокремлені один від одного огорожами. Будинок і хороший, і поганий. Він просторіше за московські квартири, світлий, теплий, критий бляхою, стоїть в гарному місці, має терасу і сад, італійські вікна та ін., Але поганий він тим, що недостатньо високий, недостатньо молодий, має зовні дуже дурний і наївний вигляд, а всередині рясно населений клопами й тарганами, яких можна вивести тільки одним засобом — пожежею: усе ж інше не бере їх».
Родина витрачала багато часу на облаштування ділянки. Висадили багато нових дерев та квітів. Спромоглися копати новий став, обсадили той деревами і випустили карасиків, окунців і линів, яких Антон привозив з собою в баночці з Москви. Антон Павлович мріяв мати тут вишневий сад. Чехов намагався не переривати літературної творчості. Аби ніхто не заважав, усамітнювався в кабінеті, де була і спальня, там і працював над сюжетами чи текстами.
Голова родини, Павло Єгорович, в Меліхово вів свій щоденник. Для нього не існувало важливих чи невартих уваги подій. В записах — спостерігання за погодою і щоденний розподіл господарських робіт, він точно фіксував візити гостей і їх проводи. Щоденник батька охопив період від 1892 до 1898 року, коли 12 жовтня 1898 р. він і помер.
Антон Павлович брав участь як в облаштуванні садиби, так і в суспільному житті громади. Чехов не відмовляв в медичній допомозі місцевим мешканцям, де не було інших лікарів. У 1892—1893 рр. тут очікували холеру, спалах якої переживала Росія. Антон Павлович облаштував в Меліхово лікарський пункт за власні кошти. В подяку за благодійну діяльність Чехова обрали земським гласним (тобто депутатом).
У Лопасні за сприяння нового володаря відкрили пошту, він поклопотався про відкриття телеграфу. Коли запрацював телеграф, першою була телеграма Антона Павловича. Аби стати ближче до сільського життя, порозумітися в ньому безпосередньо, Чехов братиме участь у Всеросійському переписі 1897 р.
Чехов також сприяв появі нових шкіл. Місцеве шкільництво завдячує йому появою земських шкіл в сусідньому селі Талежі 1896 року, а в 1897 р. — школи у Новосілках (до Чехова прибула депутація новосільських селян з клопотанням про відкриття школи). Останньою за часом відкрита школа в Меліхово. Це сталося в останній рік перебування Чехова в Меліхові, 1899 року. Чехов багато робив для облаштування Меліховської школи, але на відстані, бо важко хворів і був вимушений лікуватися в Ялті. Помічницею в справі облаштування була сестра, Марія Павлівна. В будівництві сільських шкіл, в ідеї просвітництва народу А. П. Чехов вбачав паростки нового, майбутнього світу, про який палко мріяли і він сам, і персонажі його оповідань та п'єс.
|                                                   |                              |                                                             |                           |
| «Антон Чехов із собачкою Хіна. Меліхово, 1897 р.» | «Родина Чехових в Меліхово.» | «Брати Антон та Михайло чистять від снігу флігель, 1895 р.» | «Музеєфікований флігель.» |

## Гості садиби Меліхово

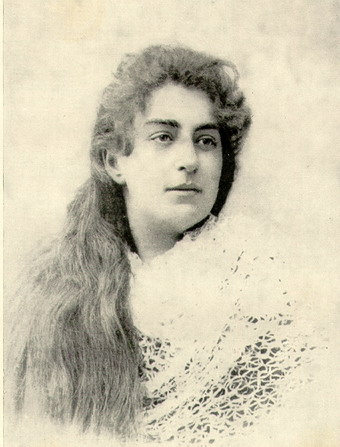
Ліка Мізинова, фото 1892 року.

Вечори перетворювали на найвеселіші часи дозвілля. Родина сама приймала гостей, візити робив і сам Чехов. Саме з Меліхова він виїздив до художника Ісаака Левітана, два дні гостював в садибі Ясна Поляна в письменника Льва Толстого.
У Меліхові зіграли свої весілля Іван та Михайло Павловичі. За короткий термін Меліхово набуло рис якоїсь дворянської садиби з пейзажним парком, де головували прогулянки, феєрверки ввечері і довгі спогади. Серед перших відвідувачів садиби — І. І. Левітан і письменник В. О. Гіляровський, тісно пов'язані із московським культурним життям.
Але запам'ятались і дві пані, внесок яких в культурне життя був не таким значним — дві Лідії, красуня Л. С. Мізинова (Ліка Мізинова) та акторка Лідія Борисівна Яворська. Але обидві залишили слід в особистому житті Чехова і відвідувачів його садиби.
Яворська, яскрава представниця доби декадансу, якийсь час була досить популярною акторкою в московському театрі Корфа. Це був звичний театр для дрібних буржуазних та купецьких родин з відповідним, невибагливим репертуаром солоденьких та розважальних п'єс. Доньки купців під час вистав жували цукерки і розглядали кавалерів. Чоловіки бігали до буфета, де прикладались до чарок. Корф колекціонував акторок-«кішечок».
На цьому тлі яскраво виділялась Яворська, нервова, з трохи хриплим голосом, дещо загрозлива і агресивна, манірна, але ніяка не кішечка. Вона полюбляла ефекти і демонстративні пози. Якось у власному салоні вона кинулась до Чехова, впала на коліна і виголосила тому комплімент: — Єдиний, незбагненний, дивний!… Гості застигли. Запаморочився і скромний Чехов, що не забував про каторжан острова Сахалін, про беззахисних мешканців Меліхова та сусідніх сіл, про невиліковно хворих туберкульозом, як і він сам. І декаденські вигуки, штучні акторські пози Яворської відштовхували його. Пізніше її поведінку він використав в п'єсі «Чайка» для характеристики акторки Ірини Миколаївни Аркадіної. Складні стосунки художника Левітана з пані Кувшинніковою, що закінчились розривом, стануть сюжетом для оповідання Чехова «Попригуння».
Важко хворий письменник був вимушений покинути Меліхово й оселитися в Ялті. Родина продала садибу. В Ялту переселилися мати письменника та його сестра.

## У міжвоєнний період
У 1892 році садибу Мелихово у родини Чехових придбав барон Микола Стюарт. Він використовував її на кшталт дачі влітку. Від доби перебування там Антона Чехова залишились лише дві речі, його рояль та стіл письменника. Після переворту 1917 року барон Стюарт був заарештований і розстріляний більшовиками.
У міжвоєнний період 1918-1941 років садиба Меліхово пройшла всі етапи деградації, втрат та руйнацій. Садибу націоналізували.
Ділянка самої садиби була забудована гаражами, зерносховищами. На її території виник радгосп. Колишній садибний будинок почали використовувати для нових потреб, а половину взагалі зруйнували. І хоча місцина нібито мала меморіальне значення, практично нічого не робилося ні для її збереження, ні для увічнення пам'яті про Чехова. Згодом на садибній ділянці залишися лише дерев'яний флігель, добре відомий за тогочасними фото, і котрий колись використовував Чехов для усамітнення та спокійної праці над текстами. І лише черга відвідувачів-прихильників творів письменника нагадувала про вдячну пам'ять до письменника та пошану до занедбаної, меморіальної перлини історії російської літератури.

## Створення літературно-меморіального музею
Рішення про створення меморіального музею в садибі Меліхово (тоді як філії Серпуховського краєзнавчого музею) було прийняте лише 1939 року. Два роки пішло на реставрацію збереженого дерев'яного флігеля, єдиної автентичної споруди колишньої садиби. 1941 музей уперше відкрили для відвідин. Але початок війни вплинув на його роботу і музей зачинили. Його першим директором був Соловйов Петро Миколайович. Будиночок для гостей відновили 1954 року. Колишній господський будинок відновили з нульового циклу лише 1960 року. Трохи пізніше радгосп вивели з ділянки садиби, а господарські споруди радгоспу розібрали й перенесли в інше місце. На території садиби посадили нові сади.
У відновленні інтер'єрів меморіальних кімнат музею взяли участь сестра письменника М. П. Чехова та його племінник С. М. Чехов.
Фонди музею у відновленій садибі Меліхово налічують 25 тисяч експонатів. Музей має також картини приятелів і братів письменника: І. Левітана, В. Полєнова, М. Чехова, П. Серьогина та інших. Меліхово — садиба-майдан для культурних заходів, концертів, театральних і музичних фестивалів, виставок, різдвяних свят тощо.
1951 року на території музеєфікованої садиби створили один із перших монументів на честь письменника в СРСР (скульптор Г. Мотовилов, архітектор Л. М. Поляков).

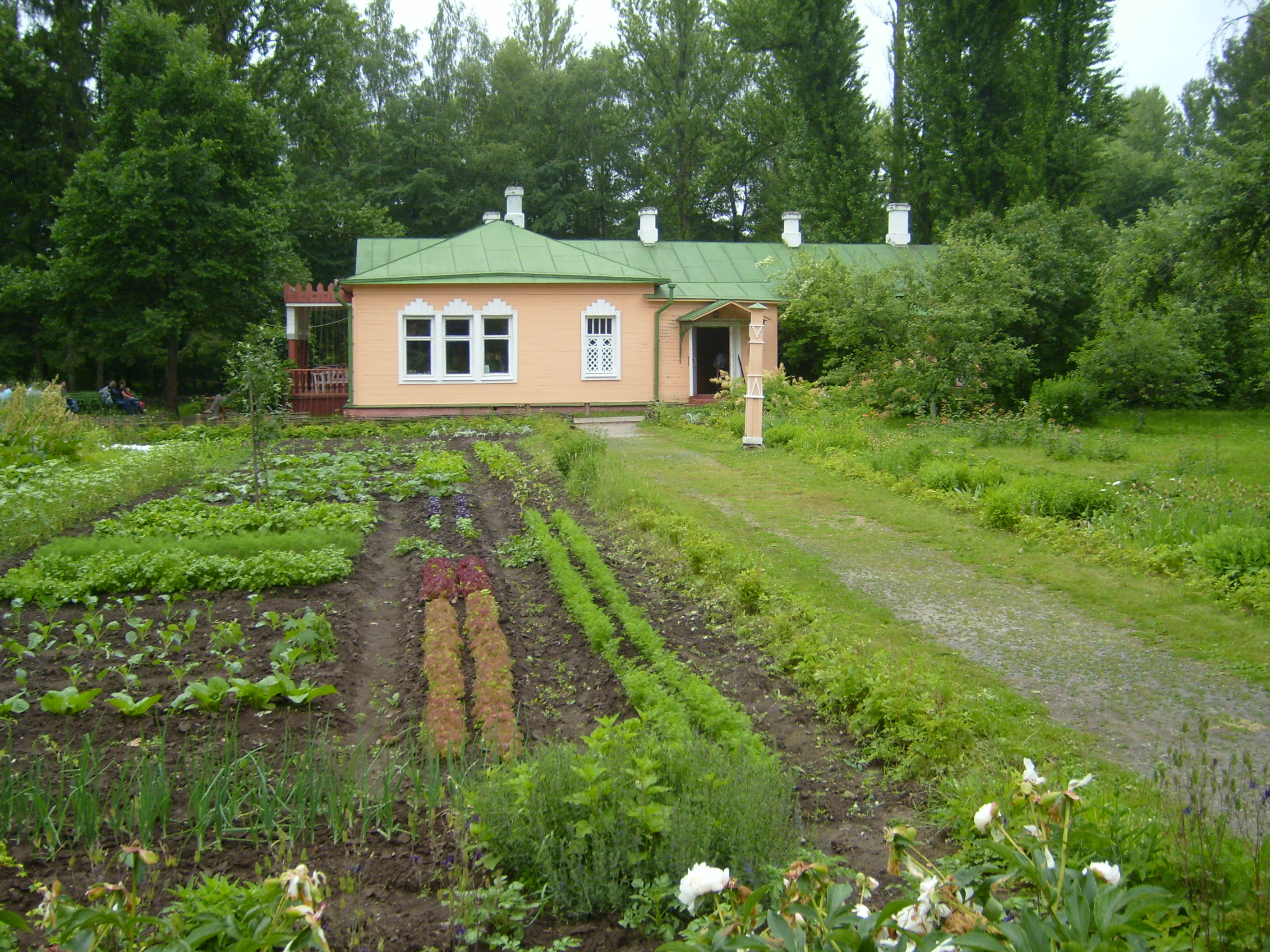
Загальний вигляд
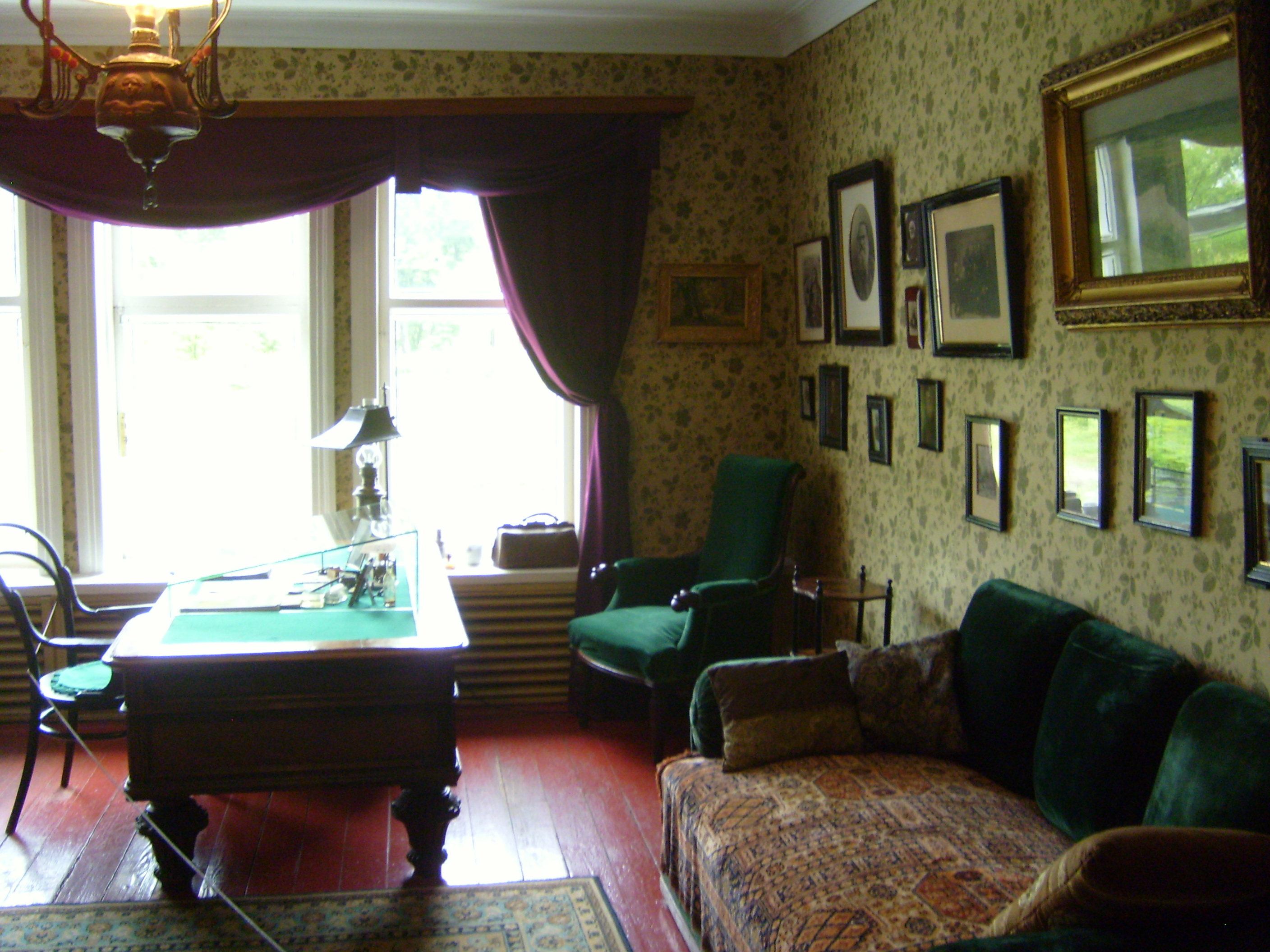
Кабінет в Меліхово
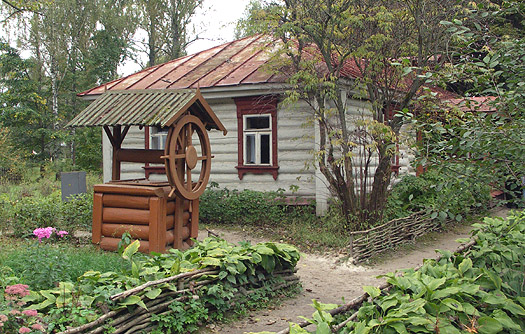
Садибний колодязь
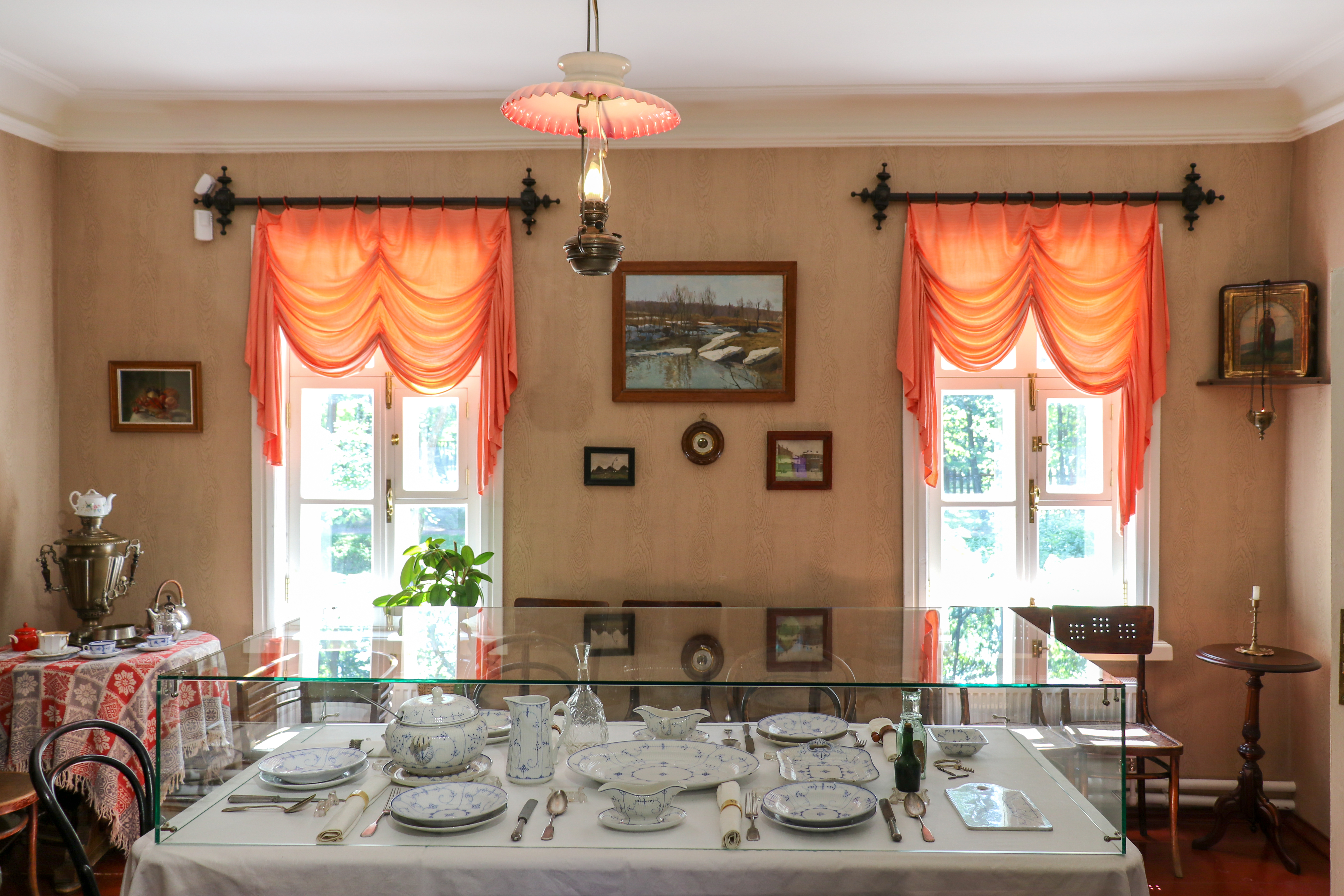
Обідня зала
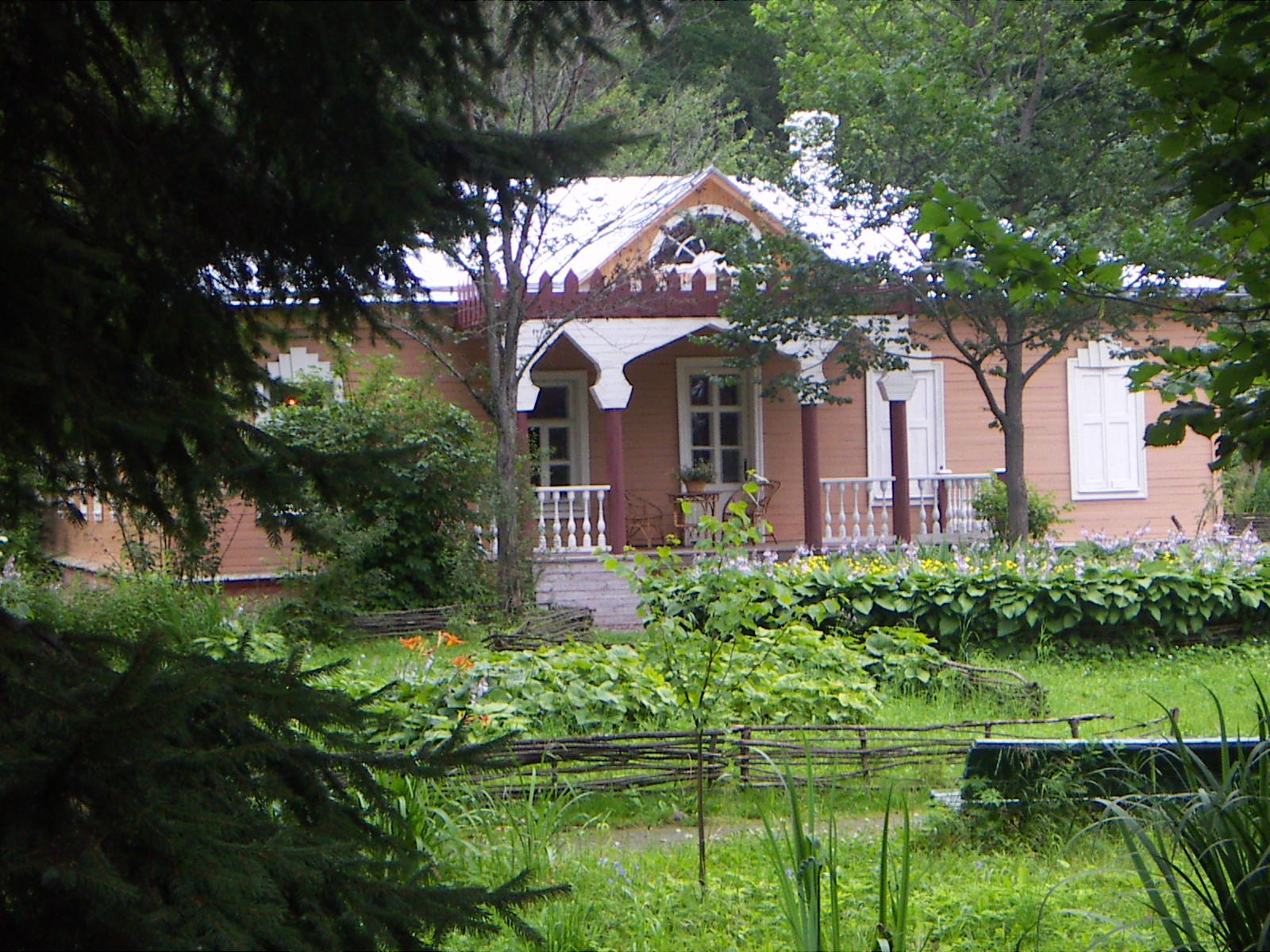
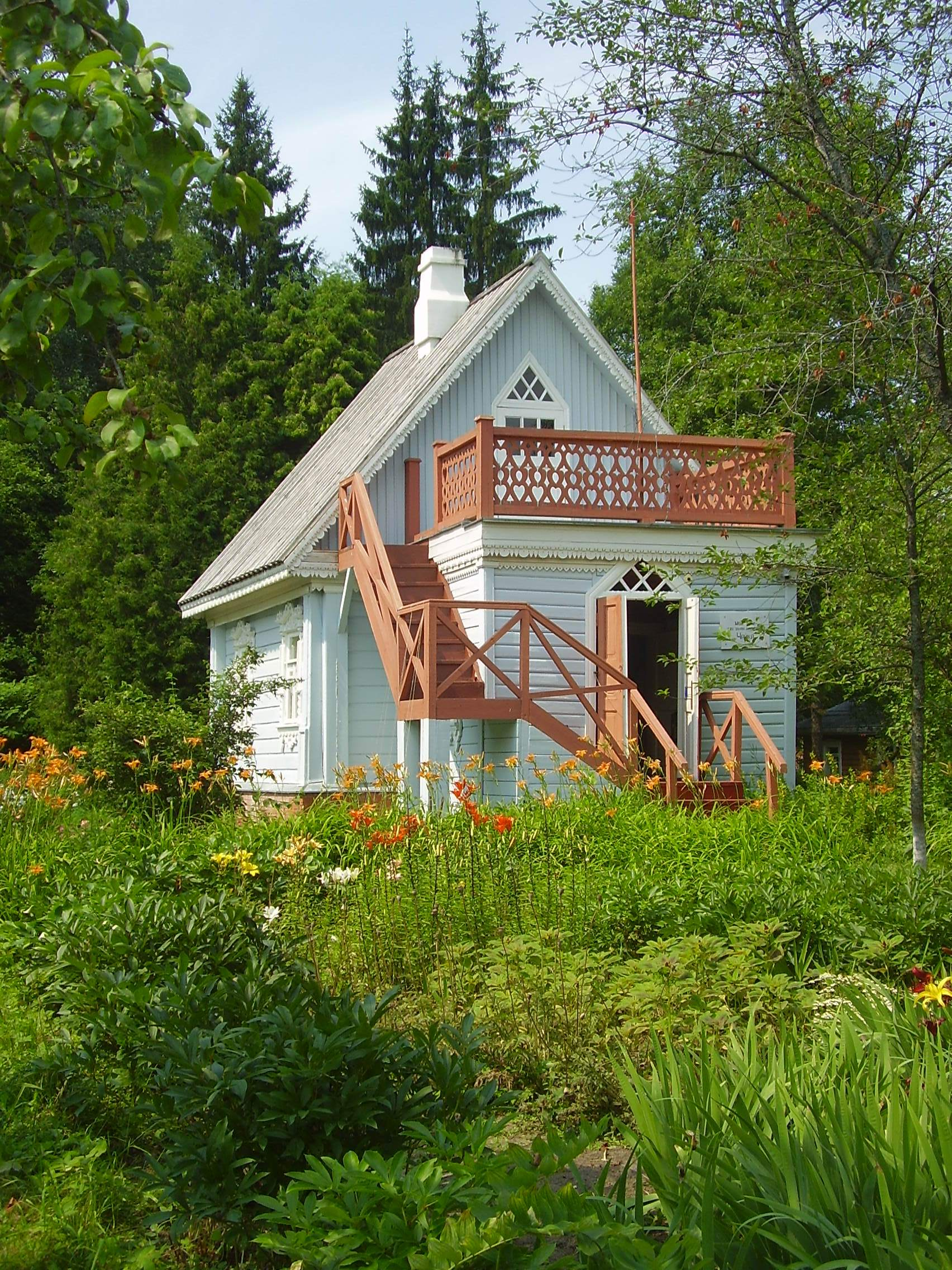
Флигель, у якому А.П.Чехов написав "Чайку"

## Складові частини музею
- Амбулаторія доктора Чехова
- Куточок Франції (меморіальний сад і город)
- Меліховська школа.
- Музей листів А. П. Чехова. Поштово-телеграфне відділення ст. Лопасня.
- Музей-садиба «Лопасня-Зачатьєвське» Васильчикових, 14 км від Меліхово.